# Kantrida
Kantrida (olaszul: Cantrida), Fiume városrésze Horvátországban, Tengermellék-Hegyvidék megyében.

## Fekvése
Kantrida területe az Adriai-tenger partja mentén északnyugati - délkeleti irányban terjed ki. Magában foglalja a Rivijerától Prelukáig terjedő területet, míg északon a Rijeka-Ljubljana vasútvonal határolja. Kantrida részei: Donja Kantrida, Gornja Kantrida, Marčeljeva draga (Costabella keleti része felett) és Costabella (Bivio, Akademija, Preluka és Skalete részekkel). Kantridát északkeleten Srdoči, keleten Zamet, délkeleten Sveti Nikola városrész határolja.
A kerület délkeleti részei teljesen városiasak, míg az északi részben nagyobb zöld területek vannak. A tengerhez közeli számos kisebb strand és úszásra alkalmas hely található.

## Története
Kantridát a Fiumei kikötő építéséhez használt kőbányáról nevezték el, melynek szék alakja van. 1911 óta atlétikai és futballstadion működik itt. Costabella a szocializmus idején zöldterület volt, a rendszerváltozás után azonban a magánérdekek kerekedtek felül és egy családi házakkal vegyes övezet jött létre.

## Nevezetességei
- Május 3. - 1882-ben létesített hajógyár.
- Kantrida gyermekkórház
- Kantrida idősek otthona
- Preluk-kemping

## Oktatás
A Kantrida általános iskola története 1909-ben kezdődik, amikor a horvát általános iskolát alapították. Az iskola 1923-tól olasz iskolaként működött. 1945-ben újjáépítették és horvát iskolaként nyílt meg 82 tanulóval. 1968. október 12-én átköltözött az új iskolai épületbe és felvette a „Bratstvo i jedinstvo” nevet. 1991. november 8-től ismét a régi névvel, ("Kantrida" Általános Iskola) működik. 1965-től a Kantrida Gyermekkórház regionális iskolája is hozzá tartozik, amelybe az 1-8. osztályos diákok járnak.
1991. november végétől 1992 közepéig Prelukán az azonos nevű motelben volt elhelyezve a Panoráma Regionális Iskola. Az iskolában 124 hallgató vett részt az oktatásban, akik az eszéki általános iskolákból ("Višnjevac", "Josipovac", "August Šenoa") menekült gyermekek voltak. 12 tanáruk is velük volt. Abban az időben száz, lakhelyüket elhagyni kényszerült menekült gyermek járt a Kandtrida iskolába is. Az iskolaépület 3200m2 fedett és 1600m2 kültéri résszel rendelkezik (kosárlabda, röplabda és kézilabda pályákkal és egy nagy iskolai udvarral). Jelenleg 496 diák jár az iskolába.

## Sport
- Kantridastadion - 1913-ban épült labdarúgó létesítmény, mely a tenger mellett található. A helyi labdarúgóklub a HNK Rijeka otthona.
- Kantrida atlétikai csarnok - a 2010-ben megnyitott sportcsarnok
- Bazeni Kantrida - öt sportmedencéből álló sportkomplexum, amely a sport, a rekreáció és a szórakozás céljából készült. 2008-ban nyitották meg.

## Galéria
- Kantrida látképe
- A Kantrida stadion
- Costabella